# 伊勢の海県立自然公園
伊勢の海県立自然公園（いせのうみけんりつしぜんこうえん）は三重県中勢地域沿岸部一帯に広がる県立自然公園。1953年（昭和28年）10月1日に三重県が指定し、指定面積は782 haである。

## 概要
鈴鹿市長太ノ浦（）から津市香良洲町に至る、全長28 kmの海浜地帯である。
鈴鹿市では千代崎海岸から鼓ヶ浦海岸までが県立公園に指定されている。特に鼓ヶ浦海岸は「日本の白砂青松100選」にも選出されている。
津市では豊津浦、阿漕浦、香良洲浦などの海岸線が県立公園に指定されており、弓なりの白砂青松の海岸が連続する。
2003年（平成15年）の観光入込客数は601,000人であった。

## 主な観光地
複数の海水浴場があり、海水浴の他に釣り・潮干狩り・キャンプなどが楽しめる。5月上旬には、アサリの潮干狩りもできる。
津市には、津競艇場、津なぎさまち、白塚海岸（ハマボウフウなどの海浜植物が見られる）、三重マリンセンター海の学舎などのマリンスポーツや海辺に親しむ施設がある。

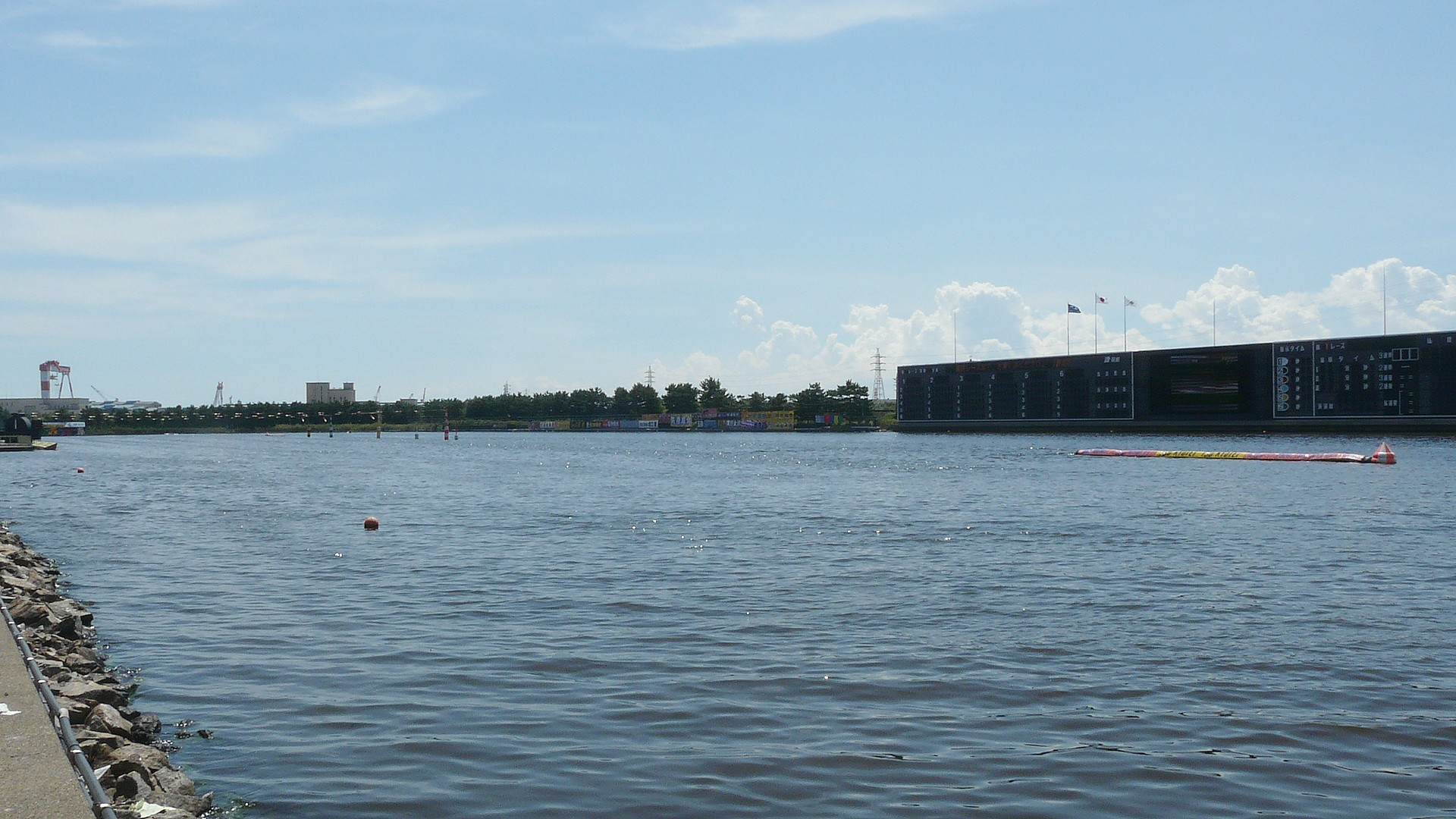
津競艇場（2008年8月）
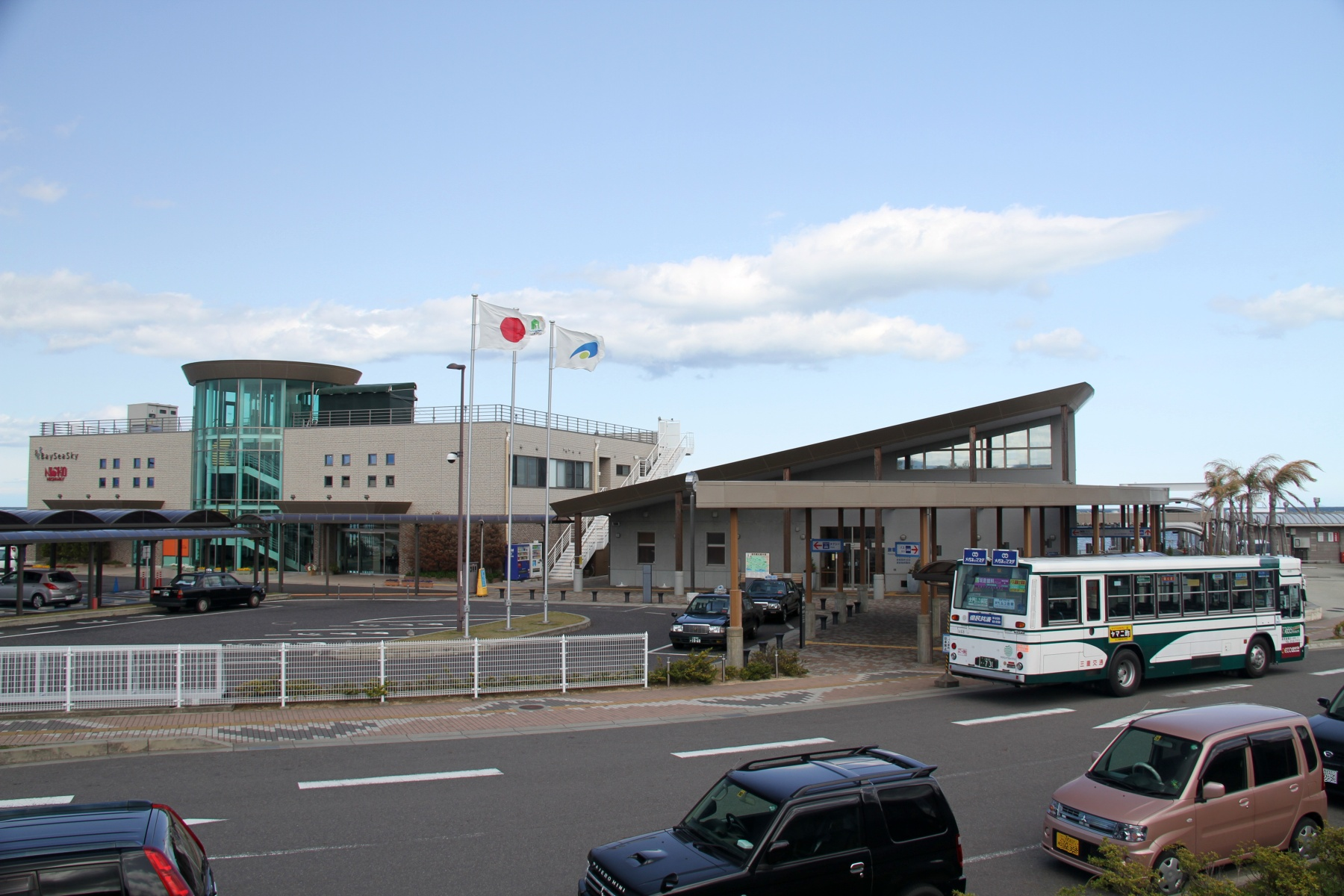
津なぎさまち（2013年4月）

## 保全活動
- 地元の有志団体により「白塚の浜を愛する会」が設立し、1995年（平成7年）から活動を開始している[5]。